# Ilija Hranilović
Ilija Hranilović (* 3. Oktober 1850 in Sošice (Žumberak), heute Kroatien; † 20. März 1889 in Križevci, Österreich-Ungarn, heute Kroatien) war Bischof der griechisch-katholischen Diözese Križevci.

## Leben
Ilija Hranilović wurde am 24. April 1875 zum Diakon und am darauffolgenden Tag zum Priester geweiht.
Mit kaiserlichem Dekret Franz Joseph I. wurde er am 17. Dezember 1882 zum Bischof von Kreutz ernannz. Diese Ernennung bestätigte Papst Leo XIII. am 15. März 1883.